# Platydytes
Platydytes is een geslacht van kevers uit de familie  waterroofkevers (Dytiscidae).
Het geslacht is voor het eerst wetenschappelijk beschreven in 1988 door Biström.

## Soorten
Het geslacht omvat de volgende soorten:
- Platydytes coarctaticollis (Régimbart, 1894)
- Platydytes cooperae Biström, 1988
- Platydytes incognitus Biström, 1988
- Platydytes inspectatus (Omer-Cooper, 1959)